# Rząśnia (gemeente)
De gemeente Rząśnia is een landgemeente in het Poolse woiwodschap Łódź, in powiat Pajęczański.
De zetel van de gemeente is in Rząśnia.
Op 30 juni 2004 telde de gemeente 4822 inwoners.

## Oppervlakte gegevens
In 2002 bedroeg de totale oppervlakte van gemeente Rząśnia 86,37 km², waarvan:
- agrarisch gebied: 80%
- bossen: 13%

De gemeente beslaat 10,74% van de totale oppervlakte van de powiat.

## Demografie
Stand op 30 juni 2004:
| Omschrijving                   | Totaal | Totaal | Vrouwen | Vrouwen | Mannen | Mannen |
| ------------------------------ | ------ | ------ | ------- | ------- | ------ | ------ |
| eenheid                        | aantal | %      | aantal  | %       | aantal | %      |
| inwoners                       | 4822   | 100    | 2477    | 51,4    | 2345   | 48,6   |
| bevolkingsdichtheid (inw./km²) | 55,8   | 55,8   | 28,7    | 28,7    | 27,2   | 27,2   |

In 2002 bedroeg het gemiddelde inkomen per inwoner 1986,03 zł.

## Administratieve plaatsen (sołectwo)
Augustów, Będków, Biała, Broszęcin, Gawłów, Kodrań, Krysiaki-Marcelin, Rekle, Rząśnia, Stróża, Suchowola (sołectwa: Suchowola-Wieś en Suchowola-Majątek), Zabrzezie, Zielęcin, Żary.

## Overige plaatsen
Broszęcin, Broszęcin-Kolonia, Rychłowiec, Ścięgna.

## Aangrenzende gemeenten
Kiełczygłów, Pajęczno, Rusiec, Strzelce Wielkie, Sulmierzyce, Szczerców